# Geghamasar
Geghamasar (in armeno Գեղամասար?, in passato Shishkaya) è un comune dell'Armenia di 1 000 abitanti (2009) della provincia di Gegharkunik.